# Arthur Roessler
Arthur Roessler, né le 20 février 1877 à Vienne en Autriche, et mort le 20 juillet 1955 dans cette même ville, est un critique d'art, essayiste et promoteur du modernisme autrichien.

## Biographie
Arthur Roessler étudie à l'Université de Vienne la philosophie, la littérature et l'histoire de l'art sous la direction de Franz Wickhoff, mais ne soutient pas sa thèse de doctorat. Il parcourt ensuite l'Europe puis s'installe à Munich, et, en tant que journaliste, collabore au Münchner Zeitung.
Son premier essai marquant, Die Stimmung der Gotik, est publié en 1903. Deux ans plus tard, il publie un nouvel essai, autour de la colonie d'artistes de Dachau (Künstlergruppe Neu-Dachau) et de Adolf Hölzel, pionnier du modernisme. Grâce à ce dernier, il s'installe à Vienne et prend la direction de la galerie Miethke. Suit une période d'intense promotion de jeunes artistes, par le biais de nombreuses collaborations à des revues d'art moderne. Son amitié avec Victor Adler le conduit à écrire pour le journal social-démocrate Arbeiter-Zeitung, dans les colonnes duquel il est le premier à défendre Egon Schiele ; les deux hommes deviennent amis. Schiele a laissé plusieurs portraits de Roessler.
Entre les deux guerres, Arthur Roessler devient vice-président de la Wiener Werkstätte, et directeur du Österreichische Werkbund (ÖWB). Il organise de nombreuses expositions.
Avec l'arrivée du nazisme, Roessler se voit interdit de travailler, à la fois pour ses origines considérées comme suspectes, et parce qu'il a toujours défendu le modernisme autrichien et la social-démocratie.
Sur le plan de la vie privée, il était marié à Ida Roessler, traductrice entre autres d'Oscar Wilde. Schiele fit également un portrait d'Ida.
Arthur Roessler est mort le 20 juillet 1955 à Vienne ; sa tombe se trouve au Cimetière central.

### Source de la traduction
- (de) Cet article est partiellement ou en totalité issu de l’article de Wikipédia en allemand intitulé « Arthur Roessler » (voir la liste des auteurs).